# Pycnogonum spatium
Pycnogonum spatium är en havsspindelart som beskrevs av Takahashi, Dick och Shunsuke F. Mawatari 2007. Pycnogonum spatium ingår i släktet Pycnogonum och familjen Pycnogonidae. Inga underarter finns listade i Catalogue of Life.